# Atrichopogon longicalcaris
Atrichopogon longicalcaris är en tvåvingeart som beskrevs av Tokunaga 1959. Atrichopogon longicalcaris ingår i släktet Atrichopogon och familjen svidknott. Inga underarter finns listade i Catalogue of Life.